# مارينا ديل بيلار أفيلا أولميدا
مارينا ديل بيلار أفيلا أولميدا (من مواليد 19 أكتوبر 1985) هي محامية وسياسية مكسيكية شغل منصب الحاكم السابع عشر والحالي الحالي لولاية باها كاليفورنيا منذ 1 نوفمبر 2021. كعضو في حركة التجديد الوطني عملت سابقًا كرئيسة لبلدية مكسيكالي وفي مجلس النواب الذي يمثل الدائرة الثانية في باها كاليفورنيا.

## التعليم
درست أفيلا أولميدا القانون في مركز التعليم التقني والعالي في مكسيكالي وأكملت درجة البكالوريوس في عام 2009. وحصلت لاحقًا على درجتي ماجستير، إحداهما في القانون من معهد مونتيري للتكنولوجيا والتعليم العالي، والأخرى في الإدارة العامة في جامعة باجا كاليفورنيا المستقلة.

## المسار المهني
تم انتخاب أفيلا أولميدا في عام 2018 كعضو في الكونغرس خلال الدورة التشريعية الرابعة والستين. عملت في هذا المنصب لمدة ستة أشهر فقط قبل أن تستقيل للحملة الانتخابية لمنصب رئيس بلدية مكسيكالي. فازت في الانتخابات في 2 يونيو بحوالي 47٪ من الأصوات.
في عام 2021 تم ترشيح أفيلا أولميدا كمرشح مورينا لمنصب حاكم باها كاليفورنيا. ترشحت بنجاح ضد المرشحين خورخي هانك رون ولوبيتا جونز بحوالي 50٪ من الأصوات. أدت اليمين الدستورية في 1 نوفمبر 2021. وهي أول امرأة تشغل منصب حاكم الولاية، وكذلك أصغر شخص يتولى هذا المنصب في سن 36.

## الحياة الشخصية
هي متزوجة من النائب السابق كارلوس توريس توريس منذ عام 2019. وهي تعيش في مكسيكالي.